# مكتب الشرطة الجنائية للولاية

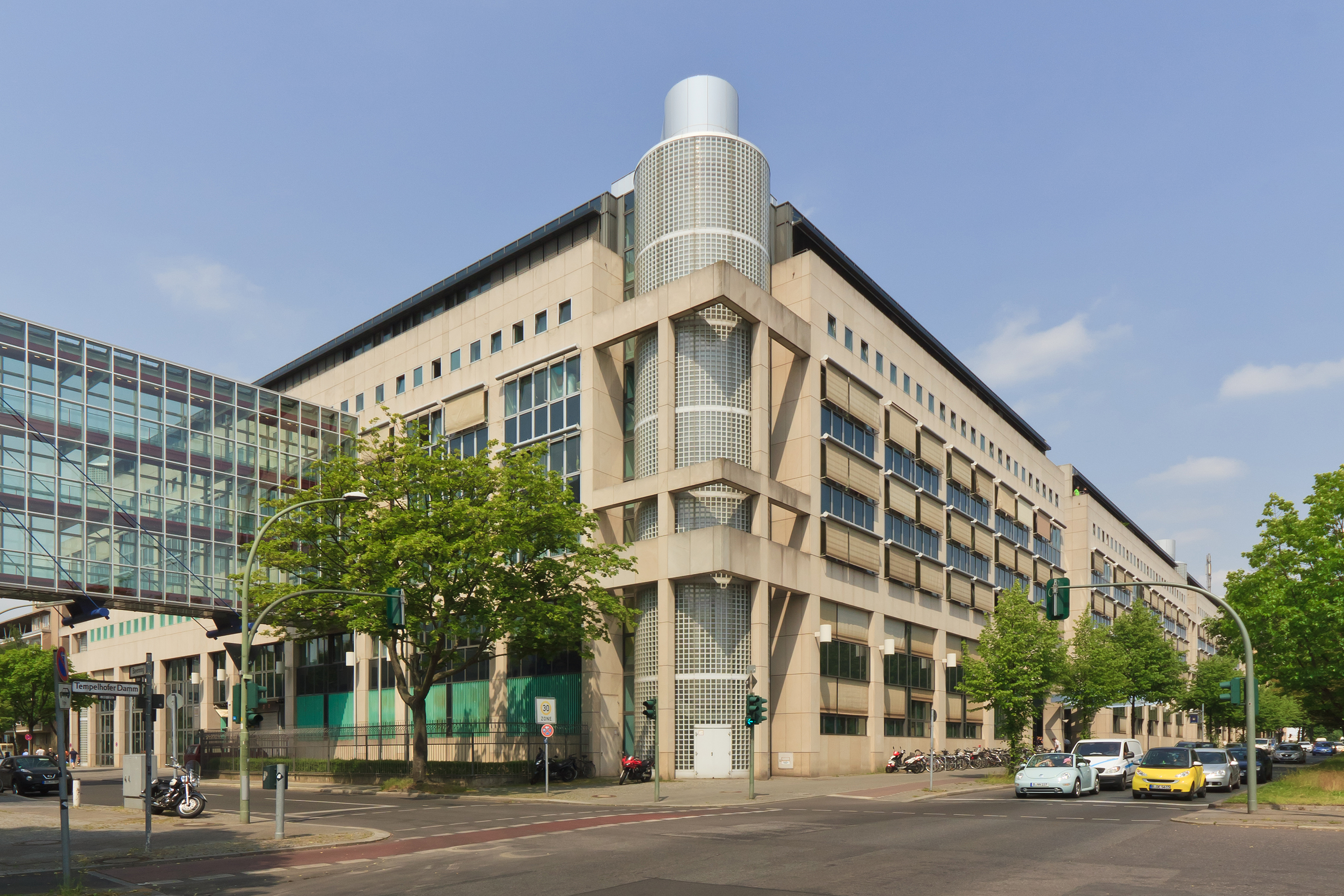
مبنى LKA في برلين

مكتب الشرطة الجنائية للولاية أو Landeskriminalamt (LKA)، بالألمانية وتلفظ "لاندسكيريمينالأمت"، هي وكالة مستقلة لإنفاذ القانون في جميع الولايات الألمانية الستة عشر التابعة مباشرة لوزارة الداخلية بالولاية.

## المهمات

### التحقيقات
تشرف LKAs على عمليات الشرطة التي تهدف إلى منع الجرائم الجنائية والتحقيق فيها، وتنسيق التحقيقات في الجرائم الخطيرة التي تنطوي على أكثر من Präsidium (مقر إقليمي). يمكنهم تولي مسؤولية التحقيق في حالات الجرائم الخطيرة، مثل الاتجار بالمخدرات والجريمة المنظمة والجرائم البيئية والجرائم المتطرفة والإرهابية.